# دار جعيط

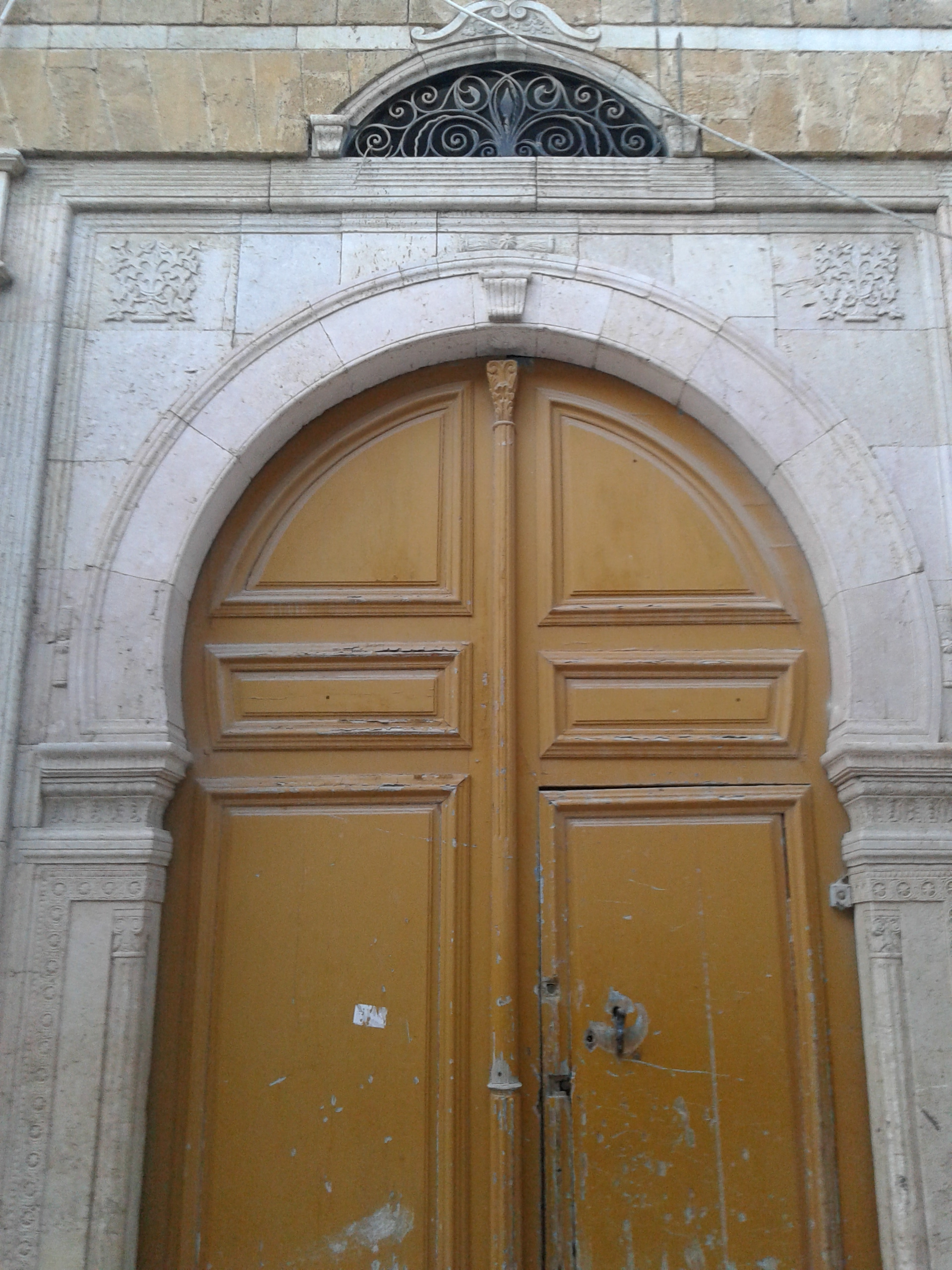
دار جعيط

دار جعيط هو قصر من قصور مدينة تونس العتيقة، يقع بنهج سيدي بن عروس.

## تاريخها
عائلة جعيط هم أصيلي اليمن، استقروا بتونس منذ فترة حكم مراد باي الثالث ( 1699- 1702 ). هي عائلة تونسية تنتمي إلى أكبر نبلاء تونس. من أهم أفرادها يوسف جعيط ( 1830 - 1915 ) شغل منصب وزير الباي ثم وزير القلم ثم الوزير الأكبر في عهد محمد الناصر باي (1906- 1922); و إبنه محمد عبد العزيز جعيط (1886-1970) و كان جامعي وسياسي ورجل دين، تولى بعد الاستقلال منصب مفتي الديار التونسية من سنة 1957 إلى سنة 1960 وكان أول من يتقلده، و هشام جعيط و هو كاتب ومؤرخ ومفكر تونسي.
بنيت الدار في القرن التاسع عشر ، شهدت إضافات في وقت متأخر، وخاصة خلال النصف الثاني من القرن العشرين وسكنتها عائلة جعيط حتى سنة 2008 . 

## المعمار
يؤدي الباب الأمامي في المدخل إلى درج من الرخام الأبيض مزين بنماذج متشابكة على شكل قلب.